# Fred Tousch
Pour les articles homonymes, voir Tousch.
Fred Tousch, né le 28 juin 1967 à Vérone (Italie), est un acteur et humoriste français.

## Biographie
Fred Tousch débute dans la profession en 1989 avec la Ligue d’Improvisation de Touraine. C’est cette même année qu’il découvre la compagnie de cirque Archaos, dans laquelle il se fera engagé, d'abord comme technicien, puis comme clown jusqu'en 1993[réf. nécessaire].
En 1996, il se lance dans diverses aventures de théâtre en salle, notamment Le Grand Mezze d'Édouard Baer et François Rollin, en 2003.
En 2013, il est à l'affiche du film Les Profs, où il joue le rôle d'Albert, le prof de chimie. En 2015, il reprend le rôle d'Albert pour Les Profs 2.

## Théâtre
- 1997 : Fred et Pierre-Claude, chanteurs sincères, mis en scène par Servane Deschamps
- 1999 : Oui, je suis poète, écrit et mis en scène par Titus avec François Boutibou
- 2002 : Le Grand Mezze d'Édouard Baer et François Rollin
- 2003 : Benoît de Touraine, la quête de la rigolade, écrit par lui-même et mis en scène par Philippe Nicolle
- 2007 : Looking for Mr. Castang d'Édouard Baer[1]
- 2011-2012 : Le Retour du grand renard blanc, écrit par lui-même et mis en scène par Gwen Aduh
- 2012-2013 : Knüt !, écrit par lui-même et mis en scène par Gwen Aduh
- 2013 : La Foirce, écrit et mis en scène par lui-même et Servane Deschamps, avec François Boutibou et Cédric Cambon
- 2014 : Maître Fendard, écrit et mis scène par lui-même et François Rollin, en duo avec Laurent Mollat[2].
- 2017 : Fleur, écrit et mis en scène par lui-même et Frédéric Fort.
- 2019 : Fée, Théâtre de Belleville[3].
- 2022 : La vie est une fête, Les chiens de Navarre[4]

### Conférences
« les rendez-vous de la cervelle », Université populaire de Rouen
- Avec par exemple Alain Guyard, Commencer à philosopher pour finir au trou[5].

## Filmographie

### Cinéma
- 2008 : La Personne aux deux personnes de Nicolas et Bruno : le professeur de sexe
- 2013 : Les Profs de Pierre-François Martin-Laval : Albert, le professeur de chimie
- 2015 : Les Profs 2 de Pierre-François Martin-Laval : Albert
- 2016 : La Loi de la jungle d'Antonin Peretjatko : Friquelin
- 2017 : La Colle d'Alexandre Castagnetti : Thierry, le concierge
- 2018 : Le Retour du héros de Laurent Tirard : le témoin de Nicolas
- 2023 : Jeff Panacloc : À la poursuite de Jean-Marc de Pierre-François Martin-Laval : Professeur Castagno
- 2024 : Les Pistolets en plastique de Jean-Christophe Meurisse : John

### Courts métrages
- 2010 : Mission Socrate de Jackie Berroyer et Bertrand Lenclos
- 2010 : Clonk de Bertrand Lenclos
- 2010 : Citizen K.O.
- 2020 : Je l'aime alors je la quitte[6], de Ilan Zerrouki